# Префонтен, Мари-Пьер
Мари́-Пьер Префонте́н (род. 18 октября 1988 года, Сент-Агат, Квебек, Канада) — канадская горнолыжница, участница олимпийских игр 2010 года в Ванкувере.

## Биография
Начала кататься на лыжах с трёх лет. Увлекается также маунтинбайком, теннисом и сёрфингом.
Основала собственный бизнес по производству шарфов под маркой IGOTSWAGG. Сначала делала шарфы для себя и канадской команды, а потом стала поставлять их в магазины и продавать онлайн. Мечтает увеличить количество продуктов в линейке по окончании спортивной карьеры.

## Спортивная карьера
В декабре 2006 года Мари-Пьер Префонтен дебютировала на кубке мира, а в 2009 году её удалось впервые заехать в очки. Лучший результат она показала в феврале 2011 года став 9-й на финише гигантского слалома в Arber-Zwiesel (Германия). Начиная с 2009 года выступает на чемпионатах мира. Лучшие результаты на этом турнире — 24 место в супергиганте и гигантском слаломе — показала в 2011 году.
На олимпийских играх Мари-Пьер Префонтен дебютировала в 2010 году, где стартовала в гигантском слаломе и стала 29-й.